# 威廉·丹尼尔·菲利普斯
威廉·丹尼尔·菲利普斯（William Daniel Phillips，1948年11月5日—），生于宾夕法尼亚州威尔克斯-巴里，美国物理学家，1997年获诺贝尔物理学奖。

## 生平
菲利普斯是威廉·科尼利厄斯·菲利普斯和玛丽·凯瑟琳·萨维诺的儿子。1959年他的父母移居到坎普山（靠近宾夕法尼亚州哈里斯堡），在那儿他上了高中，毕业时曾做过班里的学生代表。1970年他以最优等生在朱尼亚塔学院毕业。之后，他获得了美国麻省理工学院物理学博士学位。
1996年，他获得了富兰克林研究所A.迈克尔逊奖章。
菲利普斯的博士论文是关于水中质子的磁矩。这对他后来的研究颇为重要。后来他在玻色 - 爱因斯坦凝聚态方面做了一些工作。1997年，他因对激光冷却的研究，尤其是发明塞曼减速器而赢得了诺贝尔物理学奖（与克洛德·科昂-唐努德日和朱棣文一起）。该技术能够减缓气体原子的运动以便更好的研究它们，是在國家標準技術研究所研究出来的。
菲利普斯还是馬里蘭大學學院市分校物理学教授。
他还曾与另外34位诺贝尔奖得主签署一封信，敦促奥巴马总统提供一个150亿美元的稳定预算，支持清洁能源的研究、技术和示范。他还是参与了科学与宗教对话的信仰卫理宗的科学家之一。